# Ruoli della pallacanestro
1. Playmaker
2. Guardia tiratrice
3. Ala piccola
4. Ala grande
5. Centro

Le posizioni standard della pallacanestro, con relativa numerazione:- Playmaker- Guardia tiratrice- Ala piccola- Ala grande- Centro

I cinque ruoli della pallacanestro normalmente impiegati dalle squadre organizzate di pallacanestro sono: playmaker, guardia tiratrice, ala piccola, ala grande, e centro, indicati anche con numeri da 1 a 5. Le regole della pallacanestro non obbligano a usarli, e a volte non sono utilizzati nelle partite informali.

## Ruoli classici

### Playmaker
Il playmaker, detto anche "l'uno", solitamente è il giocatore più piccolo e rapido della squadra e quello col miglior trattamento di palla (passaggi e palleggio). Ha il compito di guidare l'attacco, portando avanti il pallone e controllandolo, assicurandosi di far partire l'attacco e lo schema al momento giusto; è quello che ha la maggior visione di gioco all'interno della squadra. Ha un ottimo tiro sia da dentro l'area che da fuori. 

### Guardia tiratrice
Chiamato anche il "due", si tratta solitamente, come si intuisce anche dal nome, del miglior tiratore della squadra, quello che generalmente realizza il maggior numero di punti. Tendenzialmente più alto del play, oltre che avere un ottimo tiro dev'essere anche in grado di penetrare verso il canestro quando serve. Di solito nel basket europeo una guardia tiratrice è alta attorno al 1,90 m; gli equivalenti statunitensi sono leggermente più alti.

### Ala piccola
L'ala piccola, o "tre", è un giocatore con un'ottima capacità sia di penetrazione sia di tiro. Deve saper aiutare i lunghi a rimbalzo e avere buone proprietà di palleggio. Quando la squadra gioca in difesa attuando la zona, se è una fronte pari (due giocatori in punta e tre vicino al canestro) l'ala piccola funge da lungo aggiunto (vista la sua particolare conformazione fisica, alto ma longilineo e rapido); con una 3-2, invece, l'ala piccola scala sulla linea delle guardie per coprire le penetrazioni. Tipicamente, un'ala piccola è alta circa 2 metri.

### Ala grande
L'ala grande, o il "quattro", gioca invece solitamente vicino al canestro anche se, soprattutto nei campionati europei, è dotata di un buon tiro (sempre più spesso anche da fuori) e di una mobilità superiore a quella del centro, che aiuta nella conquista dei rimbalzi e nella protezione del canestro. Solitamente l'ala grande è il secondo giocatore più alto della squadra (2,05m circa).

### Centro
Il centro o pivot ("perno" della squadra)  è uno dei ruoli standard della pallacanestro.
Il centro, detto anche 'cinque' è generalmente il giocatore più alto della squadra (2,10m circa) e preferibilmente il più massiccio dal punto di vista muscolare.
Solitamente, ad un centro si richiede di saper sfruttare la sua grande massa, sia per portare i blocchi e smarcare i compagni che portano palla, sia nei pressi del canestro. 
All'interno dell'area dei tre secondi deve saper segnare, difendere, 'stoppare' i tiri degli avversari, cioè spazzare via con le mani il pallone mentre vola verso il canestro, "tagliare fuori" il pari ruolo avversario (facendolo restare dietro la propria schiena) e catturare rimbalzi. Un centro deve possedere prevalentemente un buon movimento spalle a canestro e nel pitturato, ma un valore aggiunto può essere un buon tiro dalla media distanza.

## Ruoli aggiuntivi
I ruoli aggiunti, o intermedi, nascono negli anni '50 e '60, quando le squadre avevano pochi giocatori di qualità in riserva, due, tre o massimo quattro, e necessitavano che questi ultimi sapessero ricoprire più ruoli sul parquet. I titolari erano degli specialisti, mentre le riserve erano giocatori più versatili e duttili. I roster del passato erano generalmente costituiti da un quintetto base, dove ognuno manteneva il proprio ruolo, e tre riserve: un tweener (un giocatore in grado di ricoprire sia il ruolo di guardia che di playmaker, avendo caratteristiche offensive ibride), uno swingman (un misto tra guardia e ala piccola) e un forward center (una ala grande in grado di giocare a fianco del centro o sostituirlo). Nel basket moderno, la capacità di un giocatore di fare più cose è diventata più importante della sua specializzazione in un singolo ruolo.

### Combo guard[5][6]
La Combo-guard (o talvolta "twinner") è una posizione non ufficiale della pallacanestro riferita a giocatori che combinano gli attributi di una guardia tiratrice e di un playmaker, ma che non hanno per intero le caratteristiche di uno dei due ruoli. Può giocare sia da uno che da due, e a dispetto del play è più orientato alla realizzazione che ai passaggi: non ha la statura per rientrare nell'ambito del ruolo di guardia tiratrice e manca dell'atteggiamento offensivo di cui un play "puro" dispone. Ci si può riferire a questo ruolo anche con il termine di "combo guard", o più semplicemente come "guardia". Alcuni esempi di tweener sono Allen Iverson, Monta Ellis, Gilbert Arenas, Daniel Hackett  e Vasilīs Spanoulīs.

### Swingman[7]
Lo Swingman (o guardia-ala, detto anche "wing" o "guard-forward") è un ruolo della pallacanestro che indica un giocatore in grado di coprire i ruoli di guardia tiratrice e ala piccola.
Il ruolo fu "inventato" tra gli anni '70 e gli anni '80. Di altezza intermedia, gli swingmen usano il loro atletismo per sfruttare i mismatch difensivi: superano in corsa i giocatori più alti, e tirano sopra i giocatori più piccoli.
A volte gli swingman hanno giocato anche da ala piccola, pur mantenendo la capacità di tiro e la velocità di una guardia tiratrice. Questo tipo di giocatori causa problemi di match-up ed è molto difficile da marcare. Un swingman iconico è Tracy McGrady.

### 3-and-D Specialist[8]
Lo specialista in "Tiro da tre e Difesa" non è un ruolo posizionale (può essere una guardia o un'ala), ma funzionale. Un giocatore "3&D" ha due compiti primari e quasi esclusivi: marcare il miglior attaccante perimetrale avversario (D, per Defense) e segnare con alta percentuale sui tiri da tre punti sugli scarichi dei compagni (3-pointer). Non crea gioco, non palleggia molto, ma è fondamentale per l'equilibrio di una squadra moderna. Shane Battier è stato l'archetipo storico. Oggi giocatori come Mikal Bridges o P.J. Tucker incarnano questo ruolo.

### Point forward[6][9]
Il Point forward (play-ala) è un ruolo non ufficiale della pallacanestro, più comune in NBA, che indica i giocatori che posseggono gli attributi sia di un playmaker che di un'ala.
Un point forward è solitamente indicato come un'ala (piccola o grande); può portare la palla e condurre il gioco, e le sue dimensioni causano problemi di mismatch dato che ali di maggiore stazza potrebbero non voler marcare un point forward attorno al perimetro costantemente. I point forward sono solitamente i principali portatori di palla e i giocatori più completi (ad esempio mettendo a segno triple doppie) di una squadra. Esempi di point forward sono Larry Bird, LeBron James, Scottie Pippen, Grant Hill, Paul Pierce, Hidayet Türkoğlu, Luka Dončić, Ben Simmons, Draymond Green.

### Ala-centro
L'ala-centro (in inglese: forward-center) è una posizione della pallacanestro per i giocatori che giocano o hanno giocato entrambi i ruoli con buone basi. Tipicamente, per ala si intende l'ala grande, dato che l'ala grande e il centro sono solitamente i ruoli di maggiore stazza in ogni squadra di pallacanestro, e spesso si sovrappongono.
Solitamente, un'ala-centro è un'ala di talento che spesso gioca dei minuti come centro nelle squadre che hanno bisogno d'aiuto in quella posizione. 
Il centro e l'ala hanno solitamente caratteristiche differenti; comuni ad entrambi sono la capacità realizzativa, di passaggio e di catturare rimbalzi.
Un'ala grande che è anche un'ala-centro è anche un forte difensore, caratteristica tipica dei pivot. Dato che un'ala-centro può non essere altissima, necessita di buona capacità di tirare dal perimetro, per compensare il divario di altezza e peso vicino a canestro. L'esempio più iconico di questo ruolo è stato Tim Duncan, ma ci sono stati anche altri giocatori come ad esempio Rasheed Wallace e Andrea Bargnani.

### Ala pura
L'ala pura (in inglese: combo forward) è un giocatore che può ricoprire sia il ruolo di ala piccola che di ala grande. Ha sia capacità di tiro da lontano che di rimbalzo; non è né un'ala quasi-guardia, né un'ala quasi-centro, ma sa combinare entrambe le caratteristiche. Più alto e robusto dell'ala piccola, ma senza essere un uomo che sta sotto i tabelloni. Larry Bird, Bob Morse, Dirk Nowitzki, Kevin Garnett ad inizio carriera.

### Stretch Four / Stretch Five[8]
Il lungo tiratore, si tratta di un'ala grande (Stretch Four) o di un centro (Stretch Five) la cui caratteristica principale è il tiro da tre punti. Il loro scopo è "allargare" (to stretch) la difesa avversaria, costringendo il loro marcatore diretto (solitamente un altro lungo) a uscire dall'area pitturata e a difendere sul perimetro. Questo apre spazi enormi per le penetrazioni dei compagni. Esempi: Dirk Nowitzki è il pioniere di questo ruolo. Altri esempi sono Kevin Love, Andrea Bargnani, Danilo Gallinari (che spesso ha giocato da 4 atipico), o centri moderni come Brook Lopez o Karl-Anthony Towns.

### Rim Protector[11]
Sebbene "proteggere il ferro" sia nelle mansioni del centro, il "Rim Protector" è diventato un'etichetta a sé stante per descrivere giocatori (solitamente centri o ali grandi molto atletiche) il cui valore principale è la capacità di intimidire, sporcare e stoppare i tiri avversari vicino a canestro. La loro presenza difensiva può essere molto impattante, anche se offensivamente possono essere limitati a schiacciare su assist dei compagni (il cosiddetto "Rim Runner"). Esempi di giocatori sono Rudy Gobert, Myles Turner. Storicamente, Dikembe Mutombo o Ben Wallace.

### Point center[12]
Nell'ultimo decennio (anche se alcuni interpreti del passato come Arvydas Sabonis e Vlade Divac ne condividono alcune caratteristiche) si sta affermando questo nuovo ruolo, che combina le abilità di passatore di un playmaker e la stazza di un centro. Il point center può segnare (sia sotto canestro che dalla media e lunga distanza), prendere rimbalzi, condurre contropiedi, giocare pick&roll sia da bloccante che da portatore di palla, stoppare i tiri avversari. Un ruolo molto particolare, di cui ci sono ancora pochi grandi esempi: uno di questi è l'All-Star e MVP Nikola Jokić, centro serbo militante in NBA nei Denver Nuggets, oppure il figlio di Arvydas, Domantas Sabonis, nei Sacramento Kings.

### Sesto uomo[6]
Il sesto uomo è un giocatore che inizia la partita in panchina ed è il primo sostituto a entrare in campo. Al di la del loro effettivo ruolo, i giocatori considerati sesto uomino sono versatili, molto abili e hanno un effetto galvanizzante sui loro compagni di squadra, portando una carica di energia alla partita. Se chiunque può, in teoria, partire nel quintetto base non tutti hanno le capacità di entrare dalla panca ed essere così impattante.Tra i giocatori che hanno vinto il premio NBA Sixth Man of the Year Award figurano Manu Ginobili, Jamal Crawford e Toni Kukoc.